# Bornio da Sala
Bornio da Sala (ur. na początku XV w. w Bolonii, zm. 13 sierpnia 1496 tamże) – włoski prawnik, humanista, profesor prawa na Uniwersytecie Bolońskim, pisarz.
Autor traktatów De patientia i De principe, dedykowanych księciu Ferrary Borso d'Este.
Pochowany w bolońskim kościele św. Franciszka.